# Larche (Alpes-de-Haute-Provence)
Larche korábbi község (település) Franciaországban, Provence-Alpes-Côte d’Azur régió Alpes-de-Haute-Provence megyéjében. 
2016. január 1-jén Meyronnes községgel egyesült és delegált községként Val d’Oronaye új község része lett.
Lakosainak száma 57 fő (2018. január 1.). Larche Jausiers, Meyronnes, Saint-Étienne-de-Tinée, Argentera és Acceglio községekkel határos.

## Népesség
A település népessége az elmúlt években az alábbi módon változott:
| Lakosok száma | 102  | 128  | 91   | 71   | 83   | 72   | 67   | 57   | 58   | 57   |
|               | 1962 | 1968 | 1982 | 1990 | 1999 | 2008 | 2011 | 2013 | 2017 | 2018 |